# Melaniacris nigrimarginis
Melaniacris nigrimarginis is een rechtvleugelig insect uit de familie veldsprinkhanen (Acrididae). De wetenschappelijke naam van deze soort is voor het eerst geldig gepubliceerd in 2011 door Zheng, Zhao & Dong.